# Торранс, Алекс А.
Не путать с другим шотландским кёрлингистом Алекс Ф. Торранс, его кузеном.
А́лекс А. То́рранс (англ. Alex A. Torrance; род. 1936) — шотландский кёрлингист.
В составе мужской сборной Шотландии участник четырёх чемпионатов мира (лучший результат — серебряные призёры в 1964). Четырёхкратный чемпион Шотландии среди мужчин.
Играл на позиции третьего.

## Достижения
- Чемпионат мира по кёрлингу среди мужчин: серебро (1964).
- Чемпионат Шотландии по кёрлингу среди мужчин: золото (1964, 1972, 1973, 1975).

## Команды
| Сезон   | Четвёртый        | Третий           | Второй          | Первый         | Турниры                      |
| ------- | ---------------- | ---------------- | --------------- | -------------- | ---------------------------- |
| 1963—64 | Алекс Ф. Торранс | Алекс А. Торранс | Роберт Киркленд | Джимми Уодделл | ЧШМ 1964 · ЧМ 1964           |
| 1964—65 | Алекс Ф. Торранс | Алекс А. Торранс | Роберт Киркленд | Джимми Уодделл | [ 5 ]                        |
| 1966—67 | Алекс Ф. Торранс | Алекс А. Торранс | Роберт Киркленд | Джимми Уодделл | [ 5 ]                        |
| 1967—68 | Алекс Ф. Торранс | Алекс А. Торранс | Роберт Киркленд | Джимми Уодделл | [ 5 ]                        |
| 1971—72 | Алекс Ф. Торранс | Алекс А. Торранс | Роберт Киркленд | Джимми Уодделл | ЧШМ 1972 · ЧМ 1972 (4 место) |
| 1972—73 | Алекс Ф. Торранс | Алекс А. Торранс | Том Макгрегор   | Уилли Керр     | ЧШМ 1973 · ЧМ 1973 (4 место) |
| 1974—75 | Алекс Ф. Торранс | Алекс А. Торранс | Том Макгрегор   | Уилли Керр     | ЧШМ 1975 · ЧМ 1975 (5 место) |

(скипы выделены полужирным шрифтом)

## Частная жизнь
Алекс А. Торранс и другие члены команды 1964 года, включая и скипа команды, его кузена Алекса Ф. Торранса, были фермерами в округе города Гамильтон.